# Adam Pęzioł
Adam Pęzioł (ur. 26 sierpnia 1959 w Kraśniku) – polski polityk, nauczyciel akademicki i urzędnik państwowy, wicewojewoda krośnieński (1990–1993), wojewoda przemyski (1993), wiceminister spraw wewnętrznych i administracji (1998–1999), wojewoda opolski (1999–2001) i wiceminister finansów (2007–2008).

## Życiorys
Adam Pęzioł urodził się 26 sierpnia 1959 w Kraśniku. Podczas studiów współpracował ze środowiskami opozycyjnymi i duszpasterstwem akademickim w Lublinie. W maju 1982 był przez kilkanaście godzin zatrzymany przez funkcjonariuszy SB za udział w Komitecie Obrony Jana Kozłowskiego. We wrześniu 1980 był współorganizatorem Niezależnego Zrzeszenia Studentów na Uniwersytecie Marii Curie-Skłodowskiej w Lublinie. W marcu i od listopada do grudnia 1981 pełnił funkcję przewodniczącego komitetu strajkowego studentów na tej uczelni. Po wprowadzeniu stanu wojennego ukrywał się, był poszukiwany listem gończym, został ujęty w marcu 1982, przez kilkanaście był dni osadzony w Areszcie Śledczym w Lublinie. Za zgodą rektora UMCS został przywrócony w poczet studentów (skreślono go w trakcie ukrywania się). W latach 1982–1985 był kolporterem wydawnictw opozycyjnych. W 1985 ukończył studia na Wydziale Prawa i Administracji UMCS.
Po studiach zamieszkał w Ustrzykach Dolnych, gdzie w latach 1985–1986 pracował jako nauczyciel w Szkole Podstawowej nr 2. W latach 1986–1988 był zatrudniony w Igloopolu w Smolniku. W latach 1986–1989 był doktorantem historii kultury na Katolickim Uniwersytecie Lubelskim. W latach 1988–1989 brał udział w reaktywacji struktur NSZZ „Solidarność” w Ustrzykach Dolnych i Krośnie. 11 kwietnia 1989 został wiceprzewodniczącym Tymczasowego Zarządu Regionu Podkarpacie NSZZ „S” w Krośnie, a od 16 kwietnia 1989 był wiceprzewodniczącym wojewódzkiego Komitetu Obywatelskiego w tym mieście. W czerwcu 1989 został dyrektorem biura poselsko-senatorskiego OKP w Krośnie.
6 kwietnia 1990 został powołany na stanowisko wicewojewody krośnieńskiego. 17 lutego 1993 został powołany na stanowisko wojewody przemyskiego. W 1993 był współtwórcą i sekretarzem generalnym Euroregionu Karpackiego. 31 grudnia 1993 został odwołany ze stanowiska wojewody. W latach 1994–1998 był prezesem Bieszczadzkiej Agencji Rozwoju Regionalnego w Ustrzykach Dolnych.
W 1998 zajmował stanowisko wiceprezesa Urzędu Zamówień Publicznych w Warszawie, a od listopada 1998 do stycznia 1999 był podsekretarzem stanu w Ministerstwie Spraw Wewnętrznych i Administracji. W latach 1999–2001 był wojewodą opolskim. W latach 2002–2006 prowadził wykłady w Wyższej Szkole Informatyki i Zarządzania w Rzeszowie. Od stycznia 2007 do marca 2008 był podsekretarzem stanu w Ministerstwie Finansów i głównym rzecznikiem dyscypliny finansów publicznych. Od listopada 2007 do marca 2008 był członkiem Komisji Nadzoru Finansowego jako przedstawiciel ministra właściwego do spraw instytucji finansowych. Później do 2013 kierował lubelską delegaturą Najwyższej Izby Kontroli. Od 2015 do 2017 był prezesem Wojewódzkiego Funduszu Ochrony Środowiska i Gospodarki Wodnej w Rzeszowie.
Należał kolejno do Unii Demokratycznej, Unii Wolności, SKL, AWS oraz Platformy Obywatelskiej, z której odszedł przed objęciem stanowiska w resorcie finansów w rządzie Jarosława Kaczyńskiego z PiS.

## Odznaczenia
W 2025 odznaczony Krzyżem Oficerskim Orderu Odrodzenia Polski, a w 2020 Krzyżem Wolności i Solidarności. Wyróżniony również odznaką honorową „Zasłużony dla Województwa Podkarpackiego”.